# Фарбування за Грамом

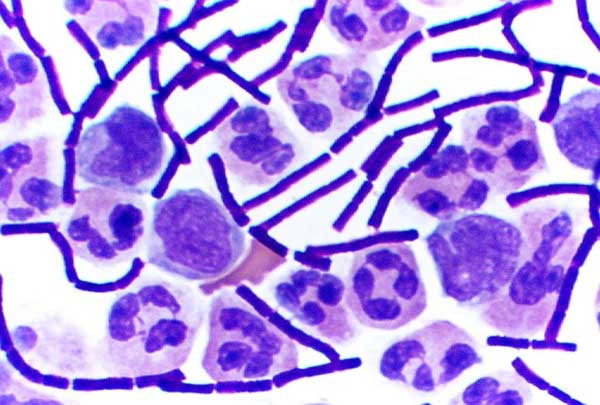
Грам-позитивні бактерії сибірки (фіолетові палички) в зразку спинномозкової рідини. Грам-негативні бактерії були б рожевого кольору. Інші клітини — лейкоцити)

Фарбування за Грамом (або метод Грама) — емпірично виведений метод розрізнення бактерій за допомогою фарбування їх певним методом на дві великі групи: Грам-позитивні та Грам-негативні, які розрізняються за хімічними та фізичними властивостями їхньої клітинної стінки.

## Етимологія
Метод називається на честь його винахідника, данського науковця Ганса Крістіана Грама (1853–1938), який розробив цей метод у 1884 році щоб розрізнити бактерії Pneumococcus і Klebsiella pneumoniae.

## Використання
Фарбування за Грамом — одна з найкорисніших фарбувальних процедур у мікробіологічних лабораторних дослідженнях. Процедура широко використовується як інструмент для розрізнення Грам-негативних і Грам-позитивних бактерій, що звичайно є першим кроком у визначенні ідентичності специфічного бактерійного зразка.
У медицині фарбування за Грамом виконується при аналізі крові або біопсії, коли підозрюється бактеріальне ураження. Цей метод набагато швидший, ніж отримання чистої культури, і особливо важливий, коли визначення типу бактеріальної інфекції необхідно для прогнозу та швидкого вибору методу лікування. Наприклад, при дослідженні спінномозкової рідини на наявність лабораторних ознак менінгіту і рідини суглобів — на септичний артрит.
При аналізі, наприклад, коки і спороносні форми бактерій, а також дріжджі — грам-позитивні і забарвлюються в синяво-чорне (темно-синє) забарвлення, більшість інших бактерій — грам-негативні забарвлюються в червоний колір, ядра клітин еукаріот набувають яскраво-червоного відтінку, а цитоплазма — рожевого.

## Техніка проведення фарбування
Фарбування за Грамом належить до складного способу фарбування, коли мазок обробляють двома фарбниками, з яких один є основним, а інший — додатковим. Окрім фарбувальних речовин при складних способах забарвлення застосовують знебарвлювальні речовини: спирт, кислоти та ін. Для фарбування за Грамом частіше використовують барвники трифенілметанової групи: генціановий, метиловий фіолетовий або кристал віолет. Грам-позитивні (Грам (+)) мікроорганізми дають міцне з'єднання з вказаними барвниками і йодом. При цьому вони не знебарвлюються при дії на них спиртом, унаслідок чого при додатковому забарвленні фуксином Грам (+) мікроорганізми не змінюють спочатку утворений фіолетовий колір.
Грам-негативні (Грам (-)) мікроорганізми утворюють з основними барвниками і йодом з'єднання, які легко руйнується під дією спирту. Внаслідок цього бактерії знебарвлюються і потім забарвлюються фуксином, набуваючи червоного кольору.

### Підготовка матеріалу для фарбування
Матеріал, який досліджується, розподіляють тонким шаром по поверхні ретельно знежиреного скла. Приготований мазок висушують на повітрі й після повного висихання фіксують.

### Фіксація
При фіксації мазок закріплюється на поверхні скла, і тому при подальшому фарбуванні препарату клітини не змиваються. Крім того, убиті бактеріальні клітини забарвлюються краще, ніж живі. Розрізняють фізичний спосіб фіксації, в основу якого покладена дія високої температури на клітину, і хімічні способи, які передбачають застосування хімічних засобів, які здійснюють коагуляцію білків цитоплазми.
Фізичний спосіб фіксації: Скло з препаратом беруть пінцетом і плавним рухом проводять 2-3 рази над верхньою частиною полум'я лабораторного пальника. Весь процес фіксації повинен займати не більше, ніж 2 секунди. Надійність фіксації перевіряють таким прийомом: вільну від мазка поверхню скла прикладають до тильної поверхні лівої кисті. При правильній фіксації скло повинне бути гарячим, але не спричиняти відчуття опіку (70—80 °С).
Хімічний спосіб фіксації: Для фіксації мазків застосовують метиловий спирт, ацетон, суміш Никіфорова (суміш етилового спирту 96% і наркозного ефіру в співвідношенні 1:1), рідину Карнуа (етилового спирту 96% — 60%, хлороформу 30%, крижаної оцтової кислоти 10%). Скло з висушеним мазком занурюють в склянку з фіксуючою речовиною на 10-15 хвилин і потім висушують на повітрі.

### Процес фарбування
1. На фіксований мазок наливають один з основних барвників на 2—3 хвилини. Щоб уникнути осаду фарбують через фільтрувальний папір.
2. Зливають фарбу, акуратно видаляють фільтрувальний папір. Мазок заливають на 1—2 хв розчином Люголя або йодистим розчином, за Грамом (водний розчин йодиду калію і кристалічного йоду в співвідношенні 2:1) до почорніння препарату.
3. Розчин зливають, мазок прополіскують 96° етиловим спиртом або ацетоном, наливаючи і зливаючи його, поки мазок не знебарвиться і рідина, яка стікає, не стане чистою (приблизно 20-40-60 секунд).
4. Ретельно промивають скельця в проточній або дистильованій воді 1—2 хв.
5. Для виявлення грам-негативних бактерій препарати додатково фарбують фуксином або сафраніном (2—5 хв).
6. Промивають в проточній воді та висушують фільтрувальним папером.